# Федерална служба за надзор в сферата на съобщенията, информационните технологии и масовите комуникации
Федералната служба за надзор в сферата на съобщенията, информационните технологии и масовите комуникации (на руски: Федеральная служба по надзору в сфере связи, информационных технологий и массовых коммуникаций), съкратено „Роскомнадзор“, е държавна служба, подчинена на Министерството на съобщенията на Русия.
Осъществява държавен контрол и надзор в сферата на съобщенията и средствата за масова информация – електронни и масови комуникации, информационни технологии и съобщения, контрол и разпределение на честотите от радиочестотния спектър на страната.
Роскомнадзор е официалният държавен орган, който контролира употребата и достъпа до личните данни на потребителите в Русия.